# Maison Louis-Bertrand
Pour les articles homonymes, voir Louis Bertrand.
La maison Louis-Bertrand est une résidence bourgeoise située à L'Isle-Verte au Québec (Canada). Elle a été désignée lieu historique national du Canada en 1999 et classée immeuble patrimonial en 2001. Son mobilier a été classé objet patrimonial en 2001.

## Histoire
Louis Bertrand s'établit à L'Isle-Verte en 1811 où il ouvre un magasin. En 1818, il devient gestionnaire du moulin banal et de la  seigneurie de l'Île-Verte. En 1831, il exerce la fonction de maître de poste. Important propriétaire foncier, il possède une scierie, un quai et des bateaux. Il fait l’acquisition de la seigneurie de l'Île-Verte en 1849, qu'il lèque à son fils l'année suivante.
Louis Bertrand a été aussi député de Rimouski de la chambre d'assemblée du Bas-Canada de 1832 à 1838. Il a été réélu en 1844. Il a été élu comme premier maire de L'Isle-Verte en 1845. 
Sa première résidence de L'Isle-Verte a été détruite par le feu à deux reprises, en 1843 et 1853. Il se fait construire la maison actuelle en 1853. Elle est peu modifiée par la suite.